# Dreptacz

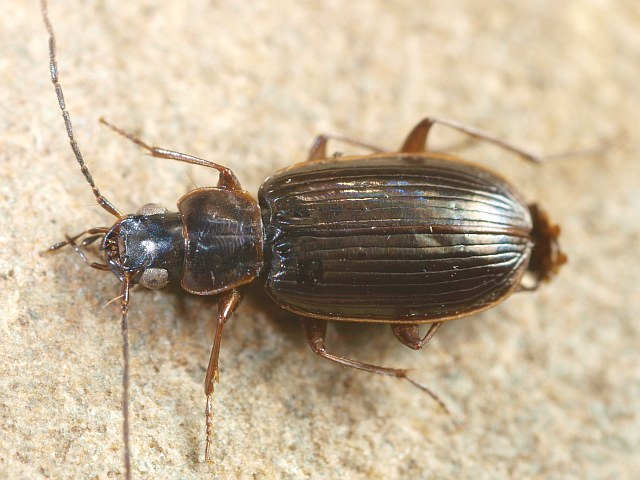
Dreptacz bagienny

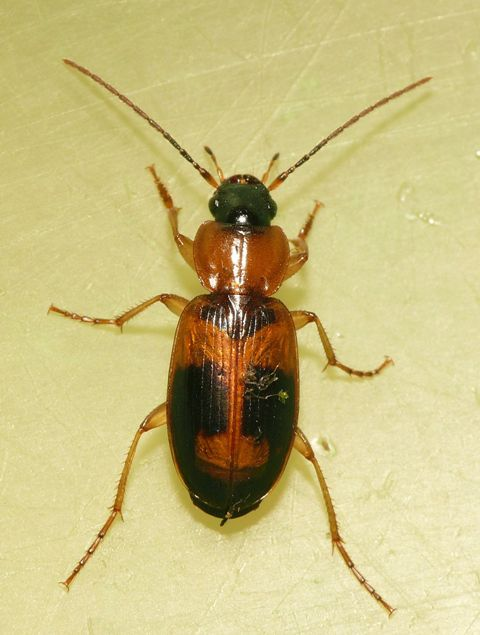
Dreptacz barwny

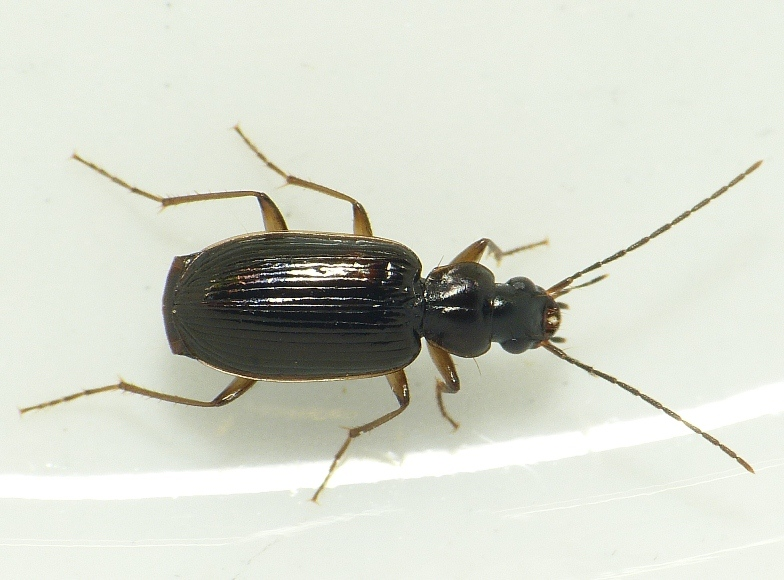
Badister collaris

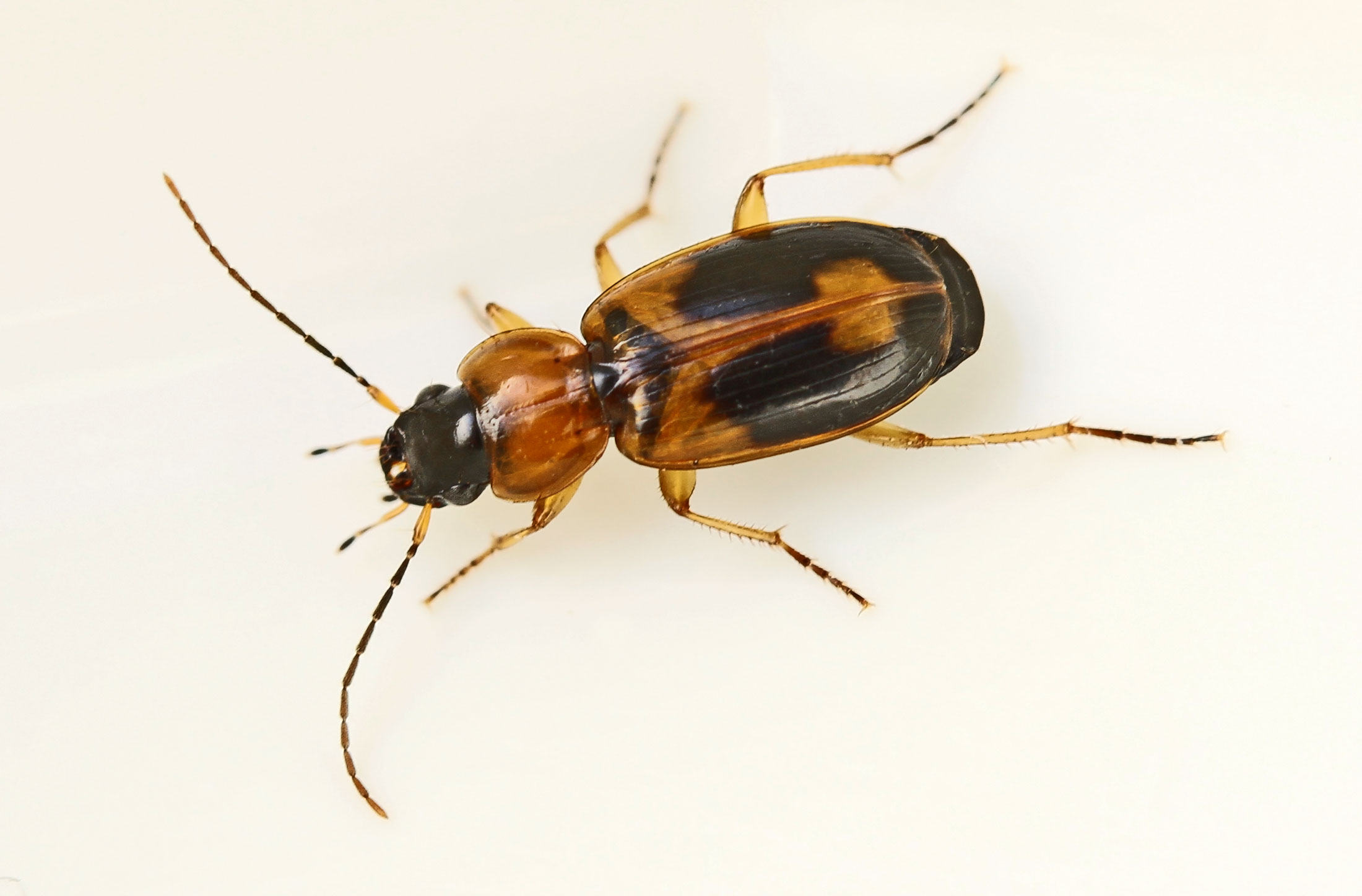
Dreptacz okazały

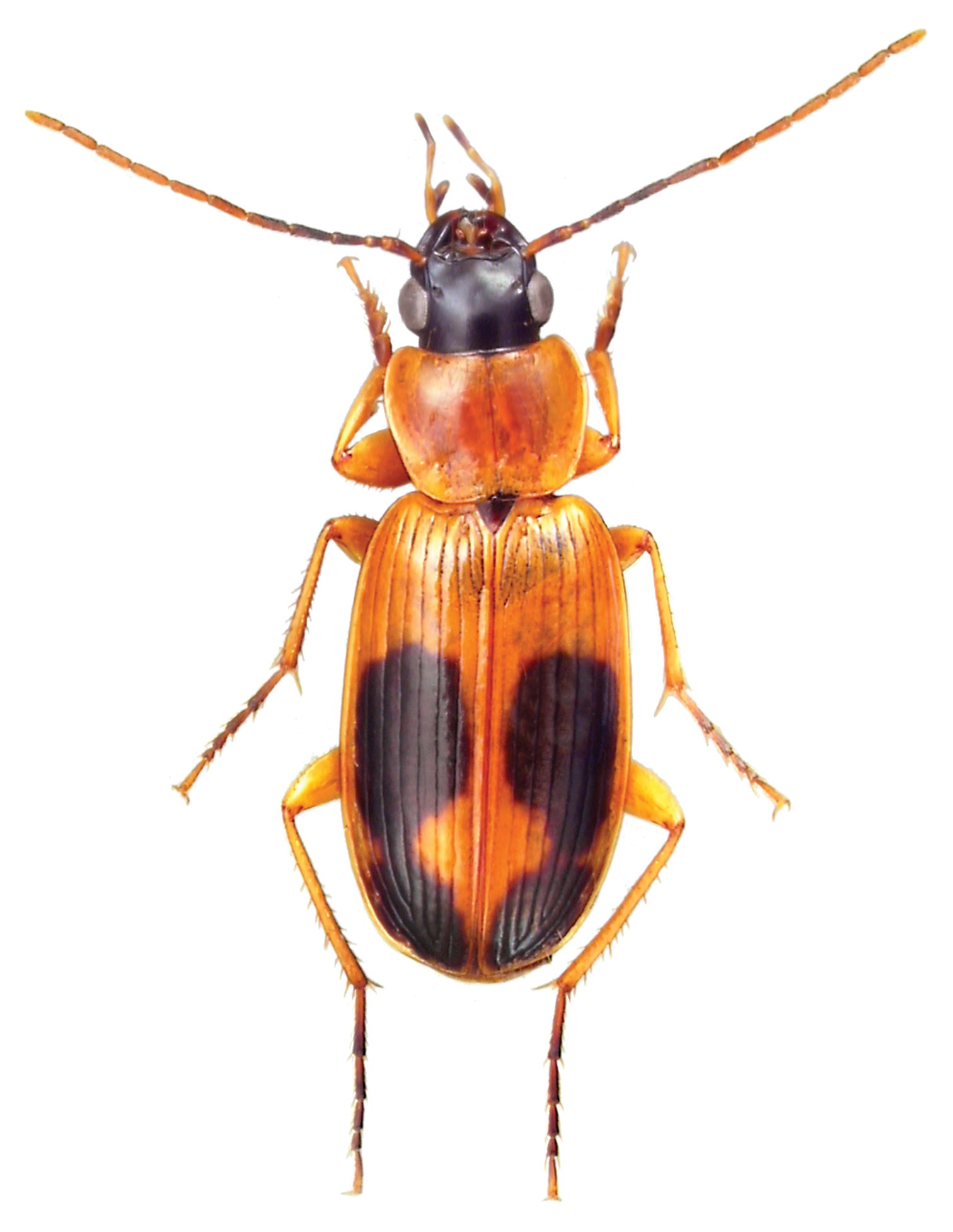
Badister neopulchellus

Dreptacz (Badister) – rodzaj chrząszczy z rodziny biegaczowatych i podrodziny dzierowatych.

## Morfologia
Chrząszcze o ciele długości od 4 do 9 mm, często dwubarwnym. Głowa ma niewyłupiaste półkuliście oczy z dwoma parami szczecinek przy ich wewnętrznych brzegach. Ich aparat gębowy odznacza się ostrym, V-kształtnym wcięciem na przedniej krawędzi wargi górnej, która to prześwituje przez błoniaste wcięcie na nadustku, niesymetrycznie zbudowanymi, krótkimi i szerokimi żuwaczkami bez chetoporów w bruzdach zewnętrznych oraz walcowatymi ostatnimi segmentami głaszczków szczękowych zaostrzonymi wierzchołkowo i osadzonymi na segmentach przedostatnich przyśrodkowo. Pokrywy mają niepunktowane międzyrzędy, a rząd ósmy jest niezmodyfikowany, na całej długości jednakowo oddalony od krawędzi bocznej. Wierzchołek pokryw jest zaokrąglony. Odnóża przedniej pary samców odznaczają się stopami o trzech rozszerzonych członach. 

## Ekologia i występowanie
Owady głównie higrofilne, zamieszkujące najczęściej zarośnięte roślinnością pobrzeża wód, mokradła, torfowiska czy lasy zalewowe. Postacie dorosłe przylatują do sztucznych źródeł światła.
Rodzaj kosmopolityczny, liczniej reprezentowany w cieplejszych strefach klimatycznych. W Palearktyce stwierdzono 26 gatunków, z czego 9 w Polsce (zobacz dzierowate Polski).

## Taksonomia
Takson ten wprowadzony został po raz pierwszy w 1806 roku przez Josepha Philippe’a de Clairville’a. Gatunkiem typowym omawianego rodzaju wyznaczono Carabus bipustulatus.
Do rodzaju zalicza się 54 opisane gatunki sklasyfikowane w trzech podrodzajach:
- podrodzaj: Badister (Badister) Clairville, 1806
  - Badister amazonus Erwin & Ball, 2011
  - Badister anatolicus Schweiger, 1968
  - Badister brevicollis Reiche, 1875
  - Badister bullatus (Schrank, 1798) – dreptacz zmienny, d. wzorzysty
  - Badister denticulatus Wrase, 1995
  - Badister elegans LeConte, 1880
  - Badister fenestratus Semenov, 1906
  - Badister ferrugineus Dejean, 1831
  - Badister flavipes LeConte, 1853
  - Badister iranicus Jedlicka, 1961
  - Badister lacertosus Sturm, 1815 – dreptacz barwny
  - Badister maculatus LeConte, 1853
  - Badister meridionalis Puel, 1925
  - Badister naviauxi Wrase, 1995
  - Badister neopulchellus Lindroth, 1954
  - Badister notatus Haldeman, 1843
  - Badister obtusus LeConte, 1878
  - Badister pictus Bates, 1873
  - Badister pulchellus LeConte, 1848
  - Badister sasajii Morita, 2001
  - Badister seriepunctatus Peyron, 1858
  - Badister thoracicus Wiedemann, 1823
  - Badister unipustulatus Bonelli, 1813 – dreptacz okazały
  - Badister vandykei Ball, 1959
  - Badister vittatus Bates, 1873
- podrodzaj: Badister (Baudia) Ragusa, 1884
  - Badister ajax Britton, 1948
  - Badister bucciarellii (Monguzzi, 1976)
  - Badister cavifrons Fauvel, 1903
  - Badister collaris Motschulsky, 1844
  - Badister dilatatus Chaudoir, 1837
  - Badister fukiensis Jedlicka, 1956
  - Badister grandiceps Casey, 1920
  - Badister iridescens LaFerté-Sénectère, 1851
  - Badister ishigakiensis Habu, 1975
  - Badister mareei Burgeon, 1942
  - Badister marginellus Bates, 1873
  - Badister micans LeConte, 1844
  - Badister nigriceps Morawitz, 1863
  - Badister parviceps Ball, 1959
  - Badister peltatus (Panzer, 1796) – dreptacz bagienny
  - Badister promontorii Péringuey, 1896
  - Badister reflexus LeConte, 1880
  - Badister submarinus Motschulsky, 1859
  - Badister sundaicus Andrewes, 1926
  - Badister ussuriensis Jedlicka, 1937
- podrodzaj: Badister (Trimorphus) Stephens, 1828
  - Badister dorsiger (Duftschmid, 1812)
  - Badister sodalis (Duftschmid, 1812)
  - Badister transversus Casey, 1920
- podrodzaj: incertae sedis
  - †Badister antecursor Scudder, 1900
  - †Badister debilis Heer, 1847
  - †Badister fragilis Heer, 1862
  - †Badister grandis Heer, 1862
  - †Badister macrocephalus Heer, 1862
  - †Badister prodromus Heer, 1847